# Marvin Cabrera
Marvin Gabriel Cabrera Ibarra (ur. 1 maja 1980 w mieście Meksyk) – meksykański piłkarz występujący na pozycji prawego obrońcy.

## Kariera klubowa
Cabrera pochodzi ze stołecznego miasta Meksyk i jest wychowankiem tamtejszego klubu Cruz Azul, do którego seniorskiej drużyny został włączony jako dwudziestolatek przez szkoleniowca José Luisa Trejo. W meksykańskiej Primera División zadebiutował 19 listopada 2000 w zremisowanym 2:2 spotkaniu z Necaxą, natomiast w 2001 roku dotarł do finału najbardziej prestiżowych rozgrywek południowoamerykańskiego kontynentu – Copa Libertadores, przegrywając w nim jednak z argentyńskim Boca Juniors po rzutach karnych. Mimo tego sukcesu pełnił jednak wyłącznie rolę głębokiego rezerwowego ekipy. Premierowego gola w najwyższej klasie rozgrywkowej strzelił 29 września 2002 w zremisowanej 2:2 konfrontacji z Pumas UNAM, a podstawowym zawodnikiem Cruz Azul został dopiero za kadencji trenera Enrique Mezy, we wrześniu 2003. Pewne miejsce w pierwszym składzie miał jednak tylko przez półtora roku, po czym znów został relegowany do roli rezerwowego, a ogółem barwy Cruz Azul reprezentował przez pięć lat, nie odnosząc żadnych sukcesów na arenie krajowej.
Latem 2005 Cabrera został zawodnikiem zespołu CF Pachuca, gdzie od razu wywalczył sobie niepodważalną pozycję w linii obrony. W wiosennym sezonie Clausura 2006 wywalczył z ekipą trenera José Luisa Trejo swoje pierwsze mistrzostwo Meksyku, a przez kolejne dwa lata był jednym z najważniejszych graczy zespołu prowadzonego przez Enrique Mezę, który osiągał sukcesy zarówno na arenie krajowej, jak i międzynarodowej. Jeszcze w 2006 roku zajął z Pachucą drugie miejsce w krajowym superpucharze – Campeón de Campeones, a także triumfował w południowoamerykańskich rozgrywkach Copa Sudamericana. W sezonie Clausura 2007 po raz drugi został mistrzem Meksyku, a w tym samym roku zdobył Puchar Mistrzów CONCACAF, wygrał rozgrywki SuperLigi i zajął drugie miejsce w superpucharze Ameryki Południowej – Recopa Sudamericana. Wziął także udział w Klubowych Mistrzostwach Świata, zajmując na nich szóste miejsce. W 2008 roku po raz drugi z rzędu triumfował w północnoamerykańskim Pucharze Mistrzów, jednak wówczas pełnił już mniej regularnie pojawiał się na boiskach.
W lipcu 2008 Cabrera przeszedł do klubu Monarcas Morelia, gdzie jako podstawowy zawodnik spędził kolejne dwa lata bez większych sukcesów, po czym został wypożyczony do zespołu Jaguares de Chiapas z siedzibą w mieście Tuxtla Gutiérrez. Tam przez rok mimo regularnych występów również nie potrafił nawiązać do osiągnięć odnoszonych z Pachucą, zaś w połowie 2012 roku, również na zasadzie rocznego wypożyczenia, został ściągnięty przez Enrique Mezę – swojego byłego szkoleniowca z Cruz Azul i Pachuki – do ekipy Deportivo Toluca. Tam jako kluczowy piłkarz w jesiennym sezonie Apertura 2012 wywalczył wicemistrzostwo kraju, lecz bezpośrednio po tym sukcesie został relegowany do roli rezerwowego, a po powrocie do Morelii nie był brany pod uwagę w ustalaniu składu przez trenera Carlosa Bustosa i nie został zgłoszony do rozgrywek ligowych. W styczniu 2014 podpisał umowę z czołową drugoligową drużyną Correcaminos UAT z miasta Ciudad Victoria, z którą w sezonie Clausura 2014 dotarł do finału rozgrywek Ascenso MX, jednak nękany kontuzją stawu skokowego zaledwie dwukrotnie pojawił się na boisku. Bezpośrednio po tym w wieku 34 lat zdecydował się zakończyć karierę.